# The D.O.C.
트레이시 린 커리(Tracy Lynn Curry, 1968년 6월 10일 ~ )는 The D.O.C.라는 이름으로 잘 알려진 미국의 래퍼이다.